# Atwater Village

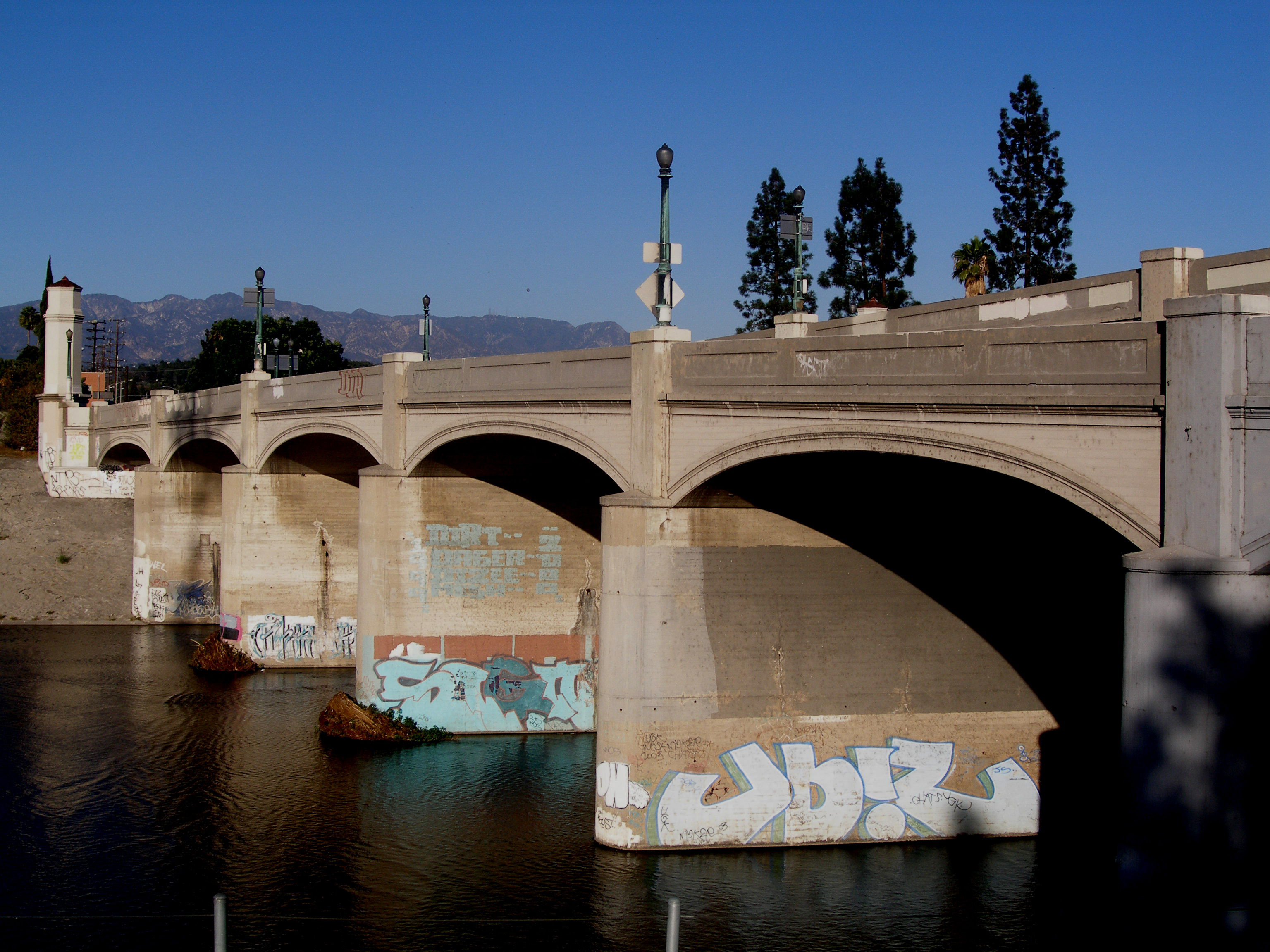
Glendale-Hyperion Bridge in Atwater Village

Atwater Village ist ein Stadtteil im Nordosten Los Angeles, Kalifornien.

## Lage

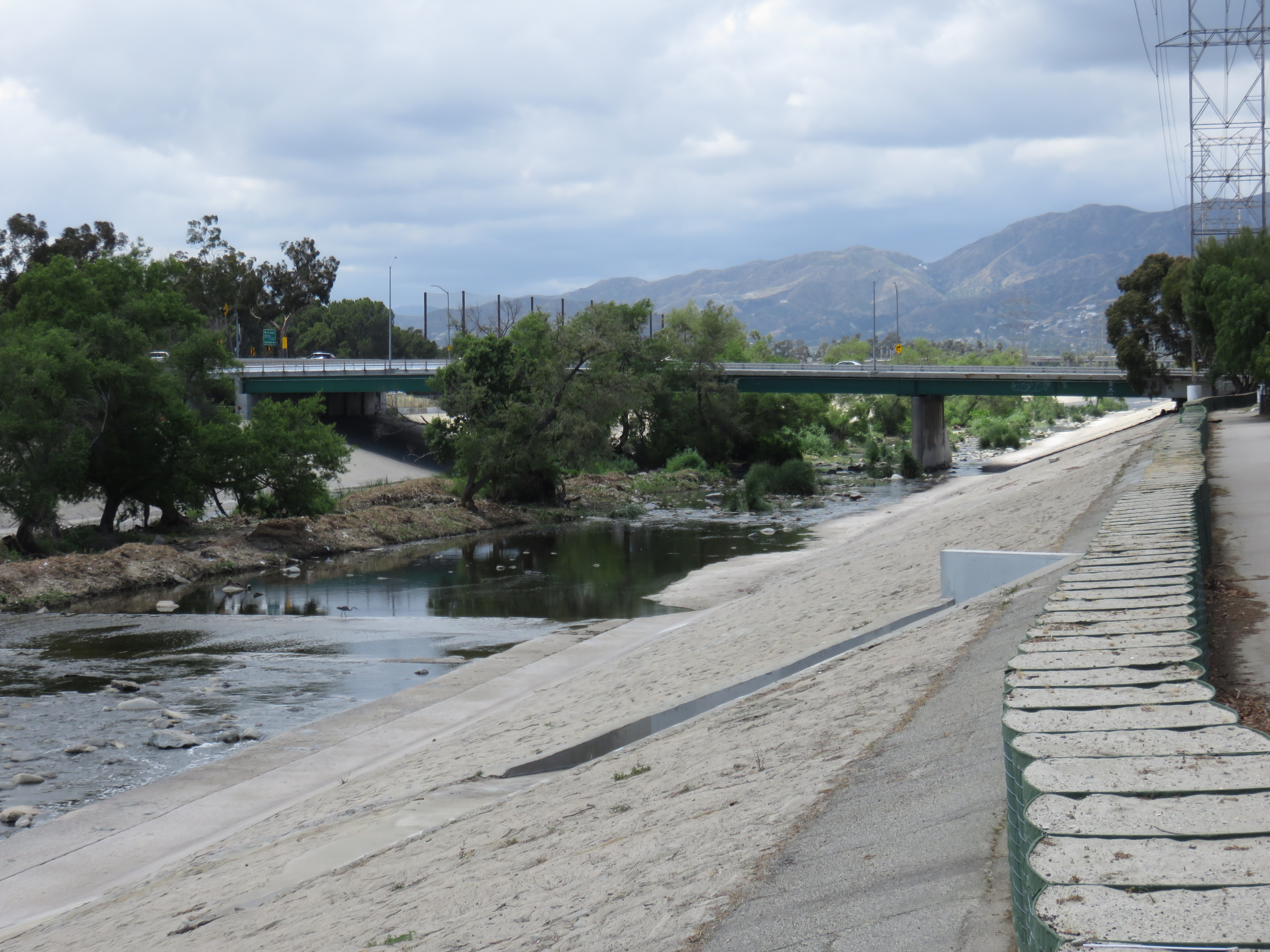
Der Los Angeles River mit Brücke bei Atwater Village.

Der Stadtteil erstreckt sich länglich am Ostufer des Los Angeles Rivers entlang. Atwater Village liegt in einem Gebiet, das ursprünglich eine Schwemmebene des Flusses war. Es liegt unmittelbar südlich des Punktes, an dem er nach Süden abbiegt, um südlich von Atwater Village durch die Los Angeles Narrows den Gebirgszug der Santa Monica Mountains zu durchbrechen und in das Los-Angeles-Becken zu fließen. Das mit einem Flutbecken einbetonierte Flussbett ist hier teilweise bepflanzt und attraktiv etwa für Kajaksportler.
Atwater Village grenzt im Westen an den Stadtteil Los Feliz und an den östlichen Ausläufer der Santa Monica Mountains mit Griffith Park, im Süden an den Stadtteil Silver Lake, im Südwesten an Glassell Park und im Norden und Osten an Glendale. Der Fluss trennt den Stadtteil von Los Feliz und Silver Lake. Es liegt nicht weit vom Los Angeles Zoo.
Die Hauptstraßen die durch den Stadtteil verlaufen heißen San Fernando Road, Fletcher Driver, Los Feliz Boulevard und Glendale Boulevard. An der westlichen Grenze verläuft der Golden State Freeway, an der südöstlichen der Glendale Freeway.

## Demografische Daten
Im Jahr 2000 lebten laut der damaligen Volkszählung lebten 14.888 Einwohner in Atwater Village. Nach Schätzungen der Stadt Los Angeles waren es 2008 15.455 Personen. Die ethnische Zusammensetzung ist: 51,3 % Latinos, 22,2 % Weiße, 19,7 % Asiaten, 1,4 % Afroamerikaner und 5,4 % Sonstige. Von den Bewohnern wurden 49,3 % nicht in den Vereinigten Staaten geboren.

## Geschichte
Das heutige Atwater Village war ursprünglich Teil der Rancho San Rafael, die auch das Gebiet des heutigen Glendale und Teile des nordöstlichen Los Angeles umfasste. 1868 erwarb W.C.B. Richardson das Gebiet des heutigen Atwater Village und nannte es Rancho Santa Eulalia. 1902 wurde das Gebiet in Einzelgrundstücke aufgeteilt und als Atwater oder At-Water zum Verkauf angeboten. Hierdurch wurde die Nähe zum Wasser des Los Angeles River betont. 1986 wurde der Name Atwater um "Village" zu Atwater Village ergänzt.
Die Nähe zum Los Angeles River bedeutete auch die Gefahr von Hochwassern. Nach der Flutkatastrophe von 1938 in Los Angeles wurde der Los Angeles River vollständig kanalisiert.